# DDR-Badmintonmeisterschaft 1961
Die DDR-Badmintonmeisterschaft 1961 fand vom 6. bis zum 7. Mai 1961 in Erfurt statt. Es war die 1. Austragung der Titelkämpfe.

## Medaillengewinner
| Disziplin    | Gold                                                           | Silber                                                                     | Bronze                                                   |
| ------------ | -------------------------------------------------------------- | -------------------------------------------------------------------------- | -------------------------------------------------------- |
| Herreneinzel | Gottfried Seemann (Aktivist Tröbitz)                           | Hans Abraham (EBT Berlin)                                                  | Uwe Trettin (Post Berlin)                                |
| Dameneinzel  | Rita Gerschner (Traktor Hilbersdorf)                           | Ruth Preuß (Post Berlin)                                                   | Karin Horn (HSG DHfK Leipzig)                            |
| Herrendoppel | Gottfried Seemann Gerolf Seemann (Aktivist Tröbitz)            | Hans Abraham Klaus Adam (EBT Berlin)                                       | Helmut Standfuß Günther Beier (Post Berlin)              |
| Damendoppel  | Rita Gerschner Ruth Preuß (Traktor Hilbersdorf / Post Berlin)  | Annemarie Fritzsche Ursula Promnitz (Aktivist Tröbitz / Einheit Spremberg) | Elke Trettin Karin Füller (Post Berlin/EBT Berlin)       |
| Mixed        | Hans Abraham Rita Gerschner (EBT Berlin / Traktor Hilbersdorf) | Helmut Standfuß Ruth Preuß (Post Berlin)                                   | Gottfried Seemann Annemarie Fritzsche (Aktivist Tröbitz) |